# Исидор Хиоски
Исидор Хиоски је хришћански светац и мученик. 
За време царовања Декија овај Исидор је узет са острва Хиоса и силом одведен у војску. Он је одмалена био хришћанин и живот је проводио у посту, молитви и добрим делима. Па кад се у војсци проказао као хришћанин, узео га је војвода на одговор и саветовао му да се одрекне Христа и принесе жртве идолима. Одговорио је Исидор: "Ако ми и убијеш тело, над душом мојом немаш власти. Ја имам истинитог и живог Бога Исуса Христа, који и сад у мени живи и по смрти мојој биће са мном; и ја сам у Њему, и остаћу Њему, и нећу престати да исповедам Његово свето име докле је дух у телу моме". Тада је војвода наредио да најпре бију Исидора воловским жилама, а потом да му одсеку језик. У хришћанској традицији помиње се да је и без језика Исидор Духом Божјим говорио и исповедао име Христово, а да је војводу постигла казна Божја, и да је он на једанпут занемео. Нем војвода је дадо најзад знак да посеку Исидора. А Исидор се обрадовао тој пресуди па хвалећи Бога, изашао на губилиште где му је глава одсечена 251. године. Његов друг Амоније сахранио је тело његово.
Српска православна црква слави га 14. маја по црквеном, а 27. маја по грегоријанском календару.